# Кеке Топп
Кеке Максиміліан Топп (нім. Keke Maximilian Topp, нар. 25 березня 2004, Гнарренбург, Німеччина) — німецький футболіст, нападник клубу «Вердер».

## Ігрова кар'єра

### Клубна
Кеке Топп починав займатися футболом у своєму рідному місті Гнарренбург. Пізніше він приєднався до клубної академії «Вердера». А з літа 2021 року Топп став гравцем молодіжної команди «Шальке 04». Після результативної гри в молодіжній першості Топп отримав виклик до першої команди «Шальке». 4 грудня 2021 року у матчі Другої Бундесліги проти «Санкт-Паулі» Топп дебютував на дорослому рівні.
9 квітня 2023 року Топп зіграв першу гру в рамках Бундесліги проти «Гоффенгайм 1899». Наступний сезон Топп разом з клубом знову провів у Другій Бундеслізі.
У червні 2024 року Топп повернувся до свого колишнього клубу «Вердер».

### Збірна
З 2019 року Кеке Топп виступає за юнацькі збірні Німеччини.